# Makak (Kamerun)

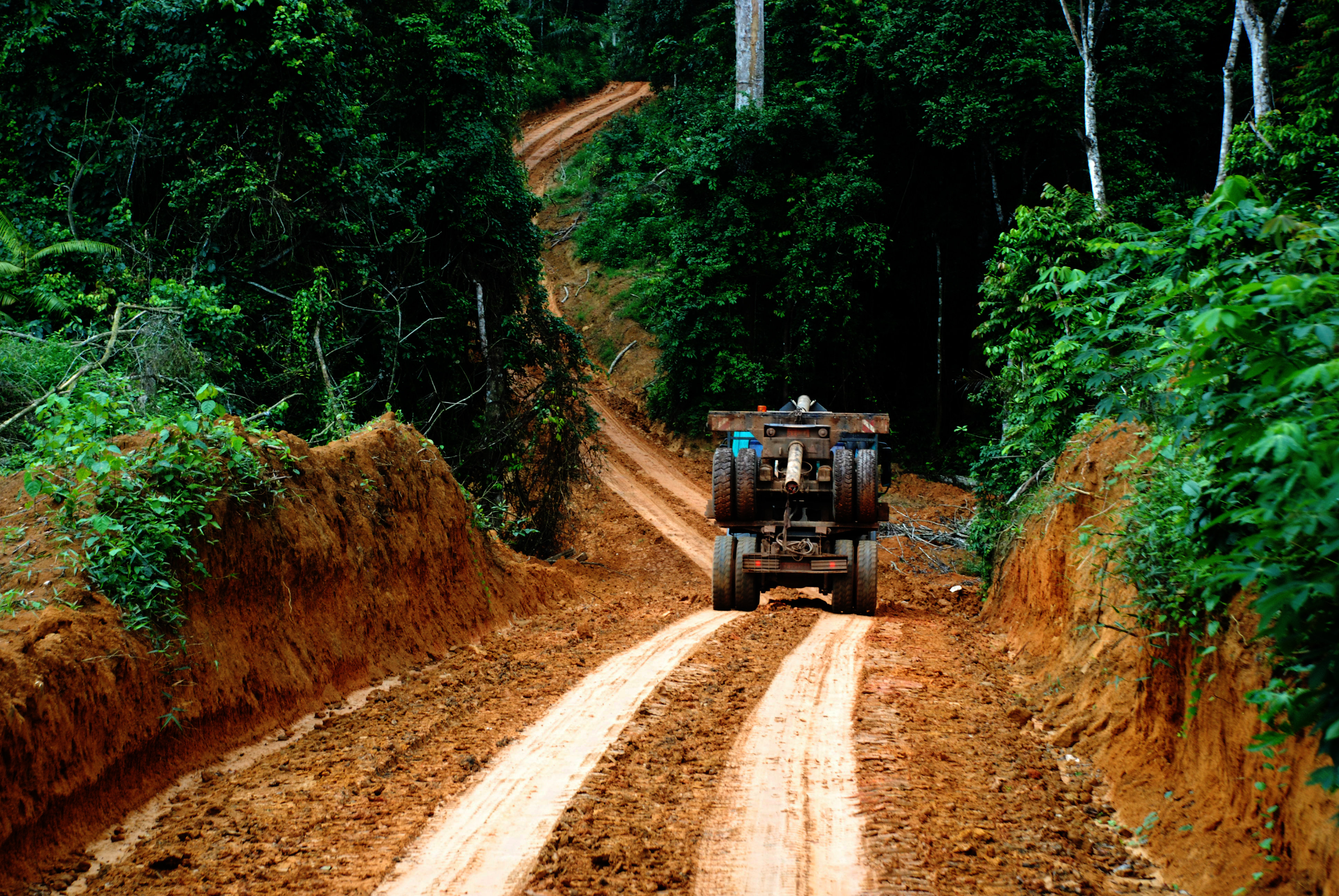
Strasse in Makak (2011)

Makak ist eine Gemeinde im Département Nyong-et-Kéllé in der Region Centre in Kamerun.

## Geografie
Makak liegt im Westen Kameruns, etwa 50 Kilometer südwestlich der Hauptstadt Yaoundé.

## Geschichte
Die Gemeinde Makak wurde 1956 gegründet.

## Verkehr
Makak liegt an der Provenzialstraße P9 und hat einen Bahnhof der Bahnstrecke Douala–Ngaoundéré.